# Castelo de Wartburg
O Wartburg é um castelo da Turíngia (Alemanha), situado numa colina sobre Eisenach, no extremo noroeste das florestas daquele estado alemão, onde se ergue a 411 metros acima do nível médio do mar. Foi fundado por volta de 1067 por Ludwig der Springer e está classificado, desde 1999, como Património da Humanidade como um "Monumento Excecional do Período Feudal na Europa Central", estando ainda ligado a "Valores Culturais de Importância Universal".
Um mito humorístico atribui a o seu nome a um episódio ligado ao seu criador. Quando este viu pela primeira vez a montanha onde se ergue o castelo ter-se-á encantado pelo lugar e gritado: "Wart’, Berg – du sollst mir eine Burg tragen!" - "Espera montanha - tu deverás tornar-te num castelo para mim!". O significado real do nome deriva da palavra "Wach" (guarda, vigia) - "Wächterburg" - que significa Castelo de Vigia.
Atualmente Wartburg conserva em grande medida o aspeto adquirido no século XIX, incluindo as partes reconstruídas menos preservadas. A aparência do castelo e do seu parque paisagístico regressou à época de Carl Alexander, Grão-duque de Sachsen-Weimar-Eisenach (1818-1901).

## História

### Os Ludowinger

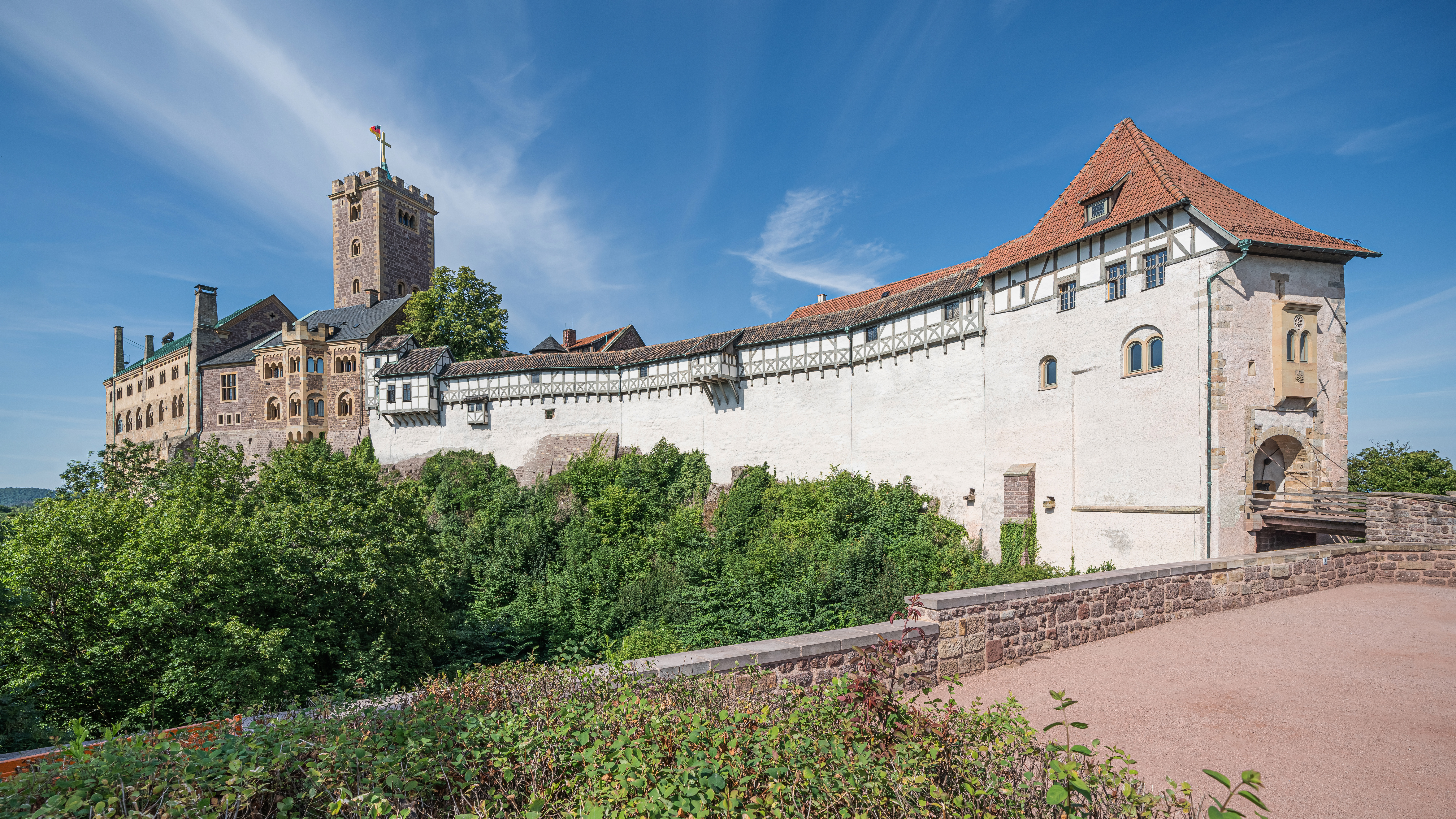
Vista geral do Castelo de Wartburg.

O Wartburg é o mais famoso castelo da nobre estirpe dos Ludowinger. O seu antepassado Ludwig der Bärtige (falecido em 1056), pai de Ludwig der Springer (1042-1123), provinha da família dos Condes de Rieneck, na Baixa Francónia, burgraves investidos pelos arcebispos de Mogúncia. Com o apoio destes, fundou um domínio numa pequena área de Eisenach e construíu um castelo em Friedrichroda (hoje desaparecido).

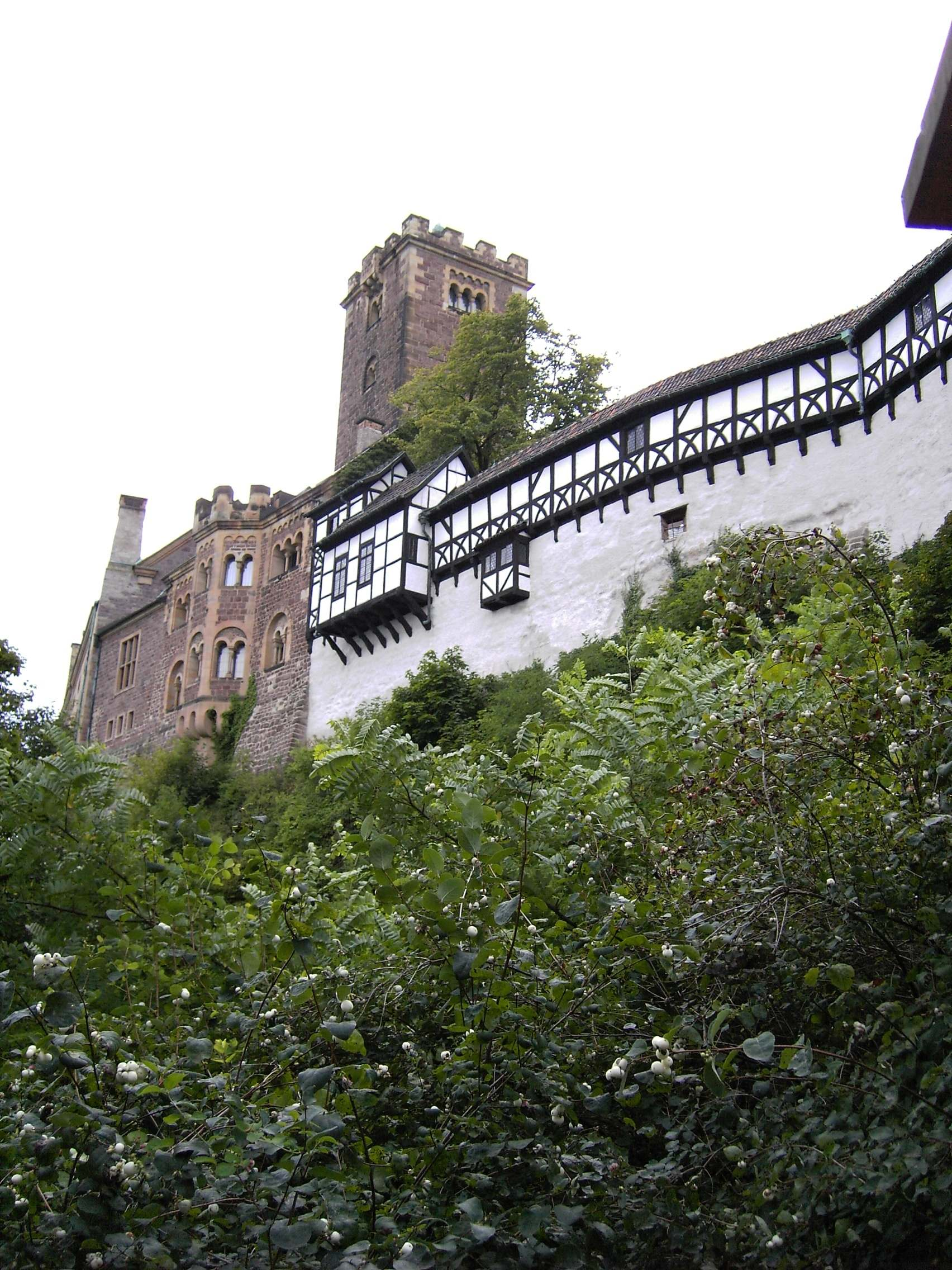
O Castelo de Wartburg visto de baixo.

Ludwig der Springer mudou a sede da sua Casa para Wartburg. A posição dominante da colina do castelo, assim como o nome, sugere que antes mesmo da fundação do castelo feudal já existia na montanha uma fortaleza ou um ponto de observação. No entanto, dessa fortificação mais antiga ainda não foram encontrados vestígios. O primeiro ato relatado no castelo data de 1080, quando a guarnição do castelo sofreu um assalto por parte duma divisão do exército real de Henrique IV. Mais tarde, Ludwig der Springer envolveu-se numa rebelião contra Henrique V, a fim de recuperar a sua liberdade e obter a devolução de Wartburg por parte do imperador. A importância do castelo nestes primeiros tempos documentados deve-se à atitude beligerante dos Ludowinger, à excelência da sua política e à existência de outros factos, o que levou Wolfgang Hartmann a defender na sua recente tese que entre os célebres beneméritos da Catedral de Naumburger se encontram as estátuas de Ludwig, o construtor de Wartburg, e da sua esposa, Adelheid.

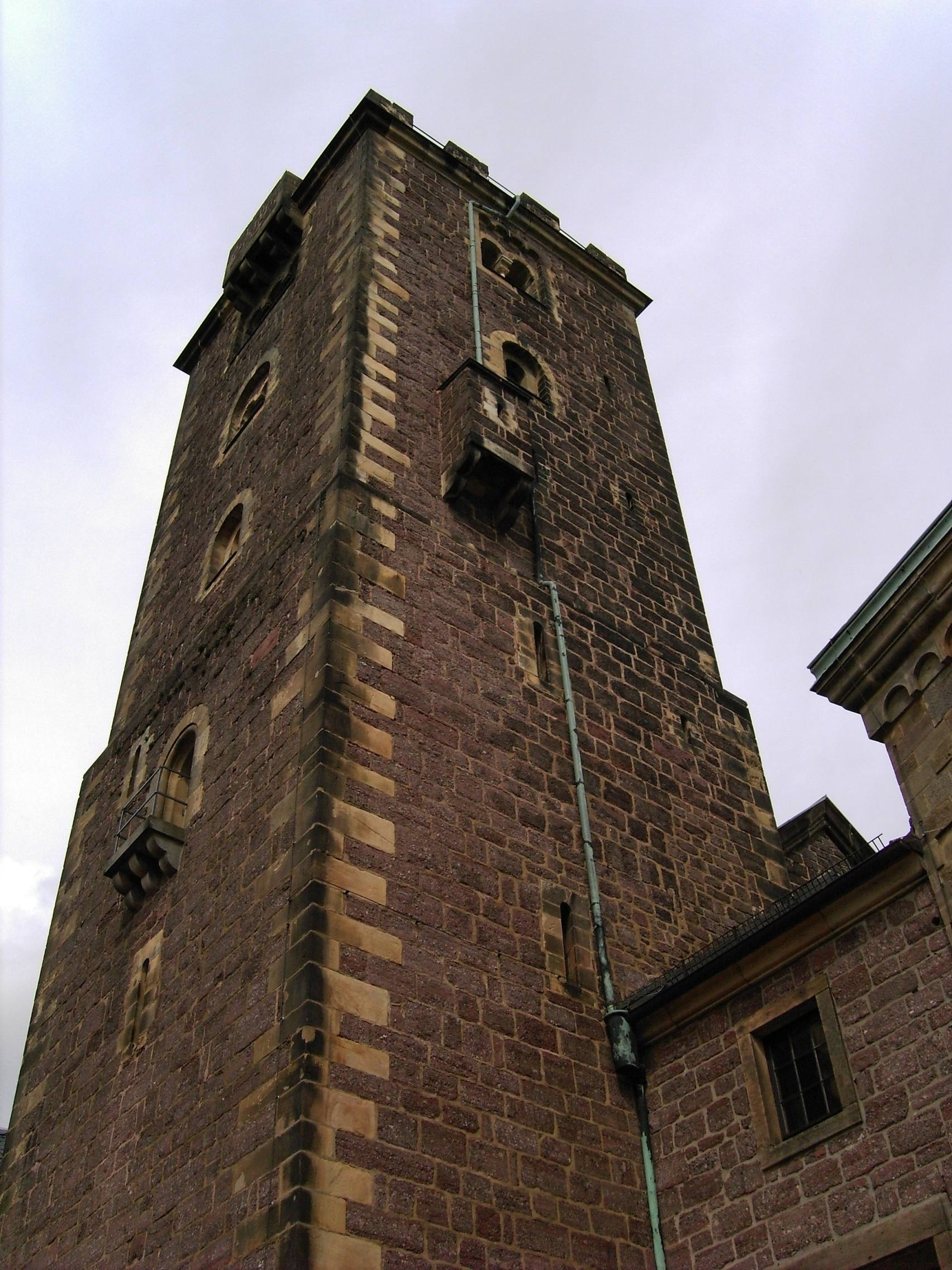
Torre de menagem do Castelo de Wartburg.

Como partidários do Arcebispo de Mogúncia, os Ludowinger ganharam rapidamente poder e importância. Em 1131, o filho de Ludwig des Springers, Ludwig I, foi elevado à categoria de landgrave, pelo Imperador Lotário III, ficando assim com um estatuto equivalente ao dos duques. A aproximação à Casa Real alemã dos Hohenstaufen conduziu à ruptura com o Arcebispo de Mogúncia; como consequência, o condado foi expandido na Turíngia às custas dos arcebispos. Restam apenas estruturas mínimas do antigo castelo. Provavelmente, uma parte substancial das construções era feita em madeira.
Todas as informações mencionadas anteriormente são baseadas, em última análise, na credibilidade da Reinhardsbrunner Chronik (Crónica de Reinhardsbrunn) e em conjeturas. Na verdade, os Ludowinger aparecem como donos de Wartburg apenas a partir da década de 1150. Antes disso o castelo estaria, aparentemente, na posse (como alódio ou como feudo) duma grande família nobre com estreita ligação ao Imperador Conrado III, da qual era originário, inclusive, Heinrich, Arcebispo de Mogúncia, mas sendo tomado por Frederico I.

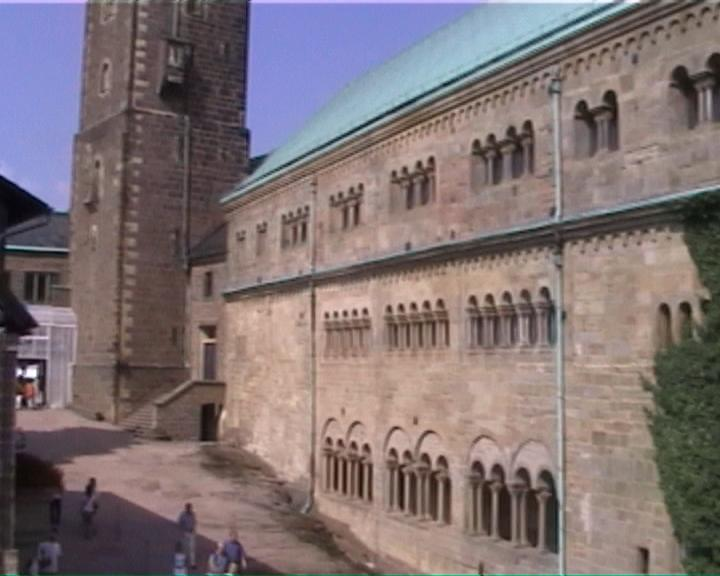
O palácio visto do pátio.

O landgrave Ludwig II (1140–1172) foi o principal construtor da família Ludowing. A sua influência na arquitetura do castelo daquela época foi muito importante. Sob a sua liderança foi erguida, entre 1156 e 1162, uma casa senhorial culturalmente muito valiosa, a qual consistia num edifício de representação com funções habitacionais separadas. Além do palácio foram erguidas, ainda no século XII, as muralhas externas e parte das casas da portaria. Uma torre de menagem, no local onde se ergue a atual torre, mas de muito maiores dimensões, sobreviveu durante séculos.
Sob Hermann I (1190–1216) Wartburg foi um dos principais lugares da poesia alemã e serviu de cenário aos lendários Sängerkrieges (Cantos de Guerra).
O último Ludowinger, Heinrich Raspe IV (1204-1247), foi landegrave no período compreendido entre 1241 e 1247. Heinrich usou Wartburg como sua única residência, tendo esta sofrido, de forma inquestionável, um desenvolvimento quase histórico. Até então, eram habituais os reinados itinerantes, ou seja, a corte viajava de castelo em castelo à medida que os recursos agrícolas iam sendo esgotados.

### Os Wettin

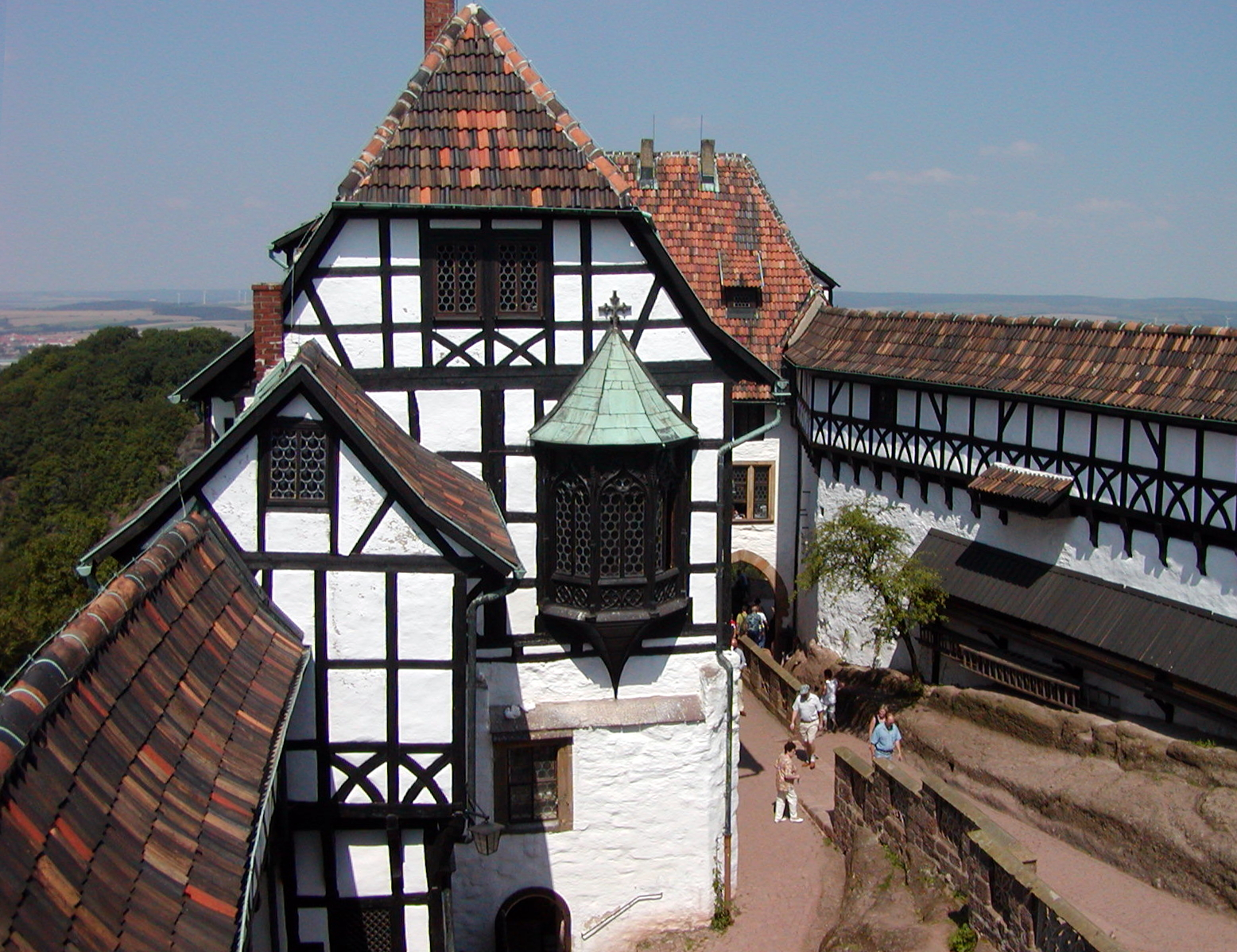
Pátio do Castelo de Wartburg.

Após a morte de Heinrich Raspe, em 1247, e da subsequente guerra de sucessão Turíngia, o castelo ficou nas mãos dos Wettin. Depois do marquês de Meissen, Alberto II de Meissen, assumir o controle da Turíngia, instalou a sua sede em Wartburg, recém-adquirido pelo seu pai, Heinrich dem Erlauchten.
Em 1318 o castelo foi bastante danificado por um incêndio causado por relâmpagos. No ano seguinte, o marquês Frederico de Freidige procedeu a obras de reparação no palácio e na torre de menagem, além de construir um grande edifício aquecido no coração do castelo. Entre outras coisas, também a torre sul é originária desta época.

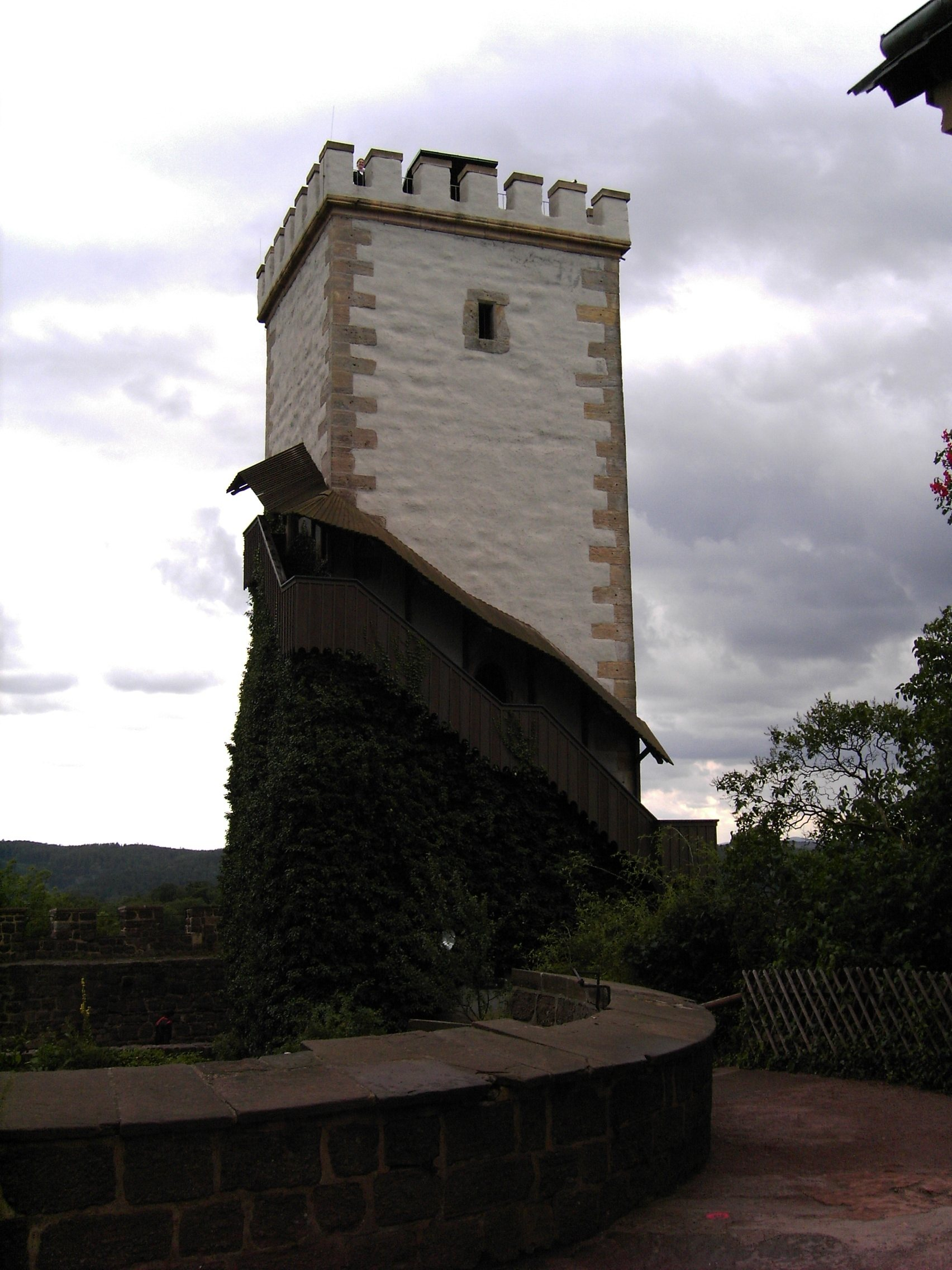
Imagem da torre sul do Castelo de Wartburg.

Após a morte de Balthasar von Thüringen, em 1406, o Castelo de Wartburg serviu apenas como residência secundária. Isso exprime-se também nas modestas construções desse período. Em vez dos cubos de pedra natural foi usado o, mais barato, enxaimel. Esta  técnica de construção ainda pode ser encontrada na portaria (do final do século XV com recurso a peças mais antigas), na casa dos cavaleiros, na casa da gestão comunitária (vogtei - começada em 1480) e nas duas enfiadas próximas da entrada do castelo.

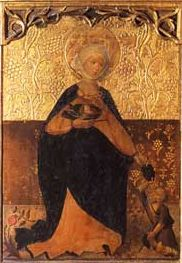
Isabel da Turíngia.

### Significado para a história alemã

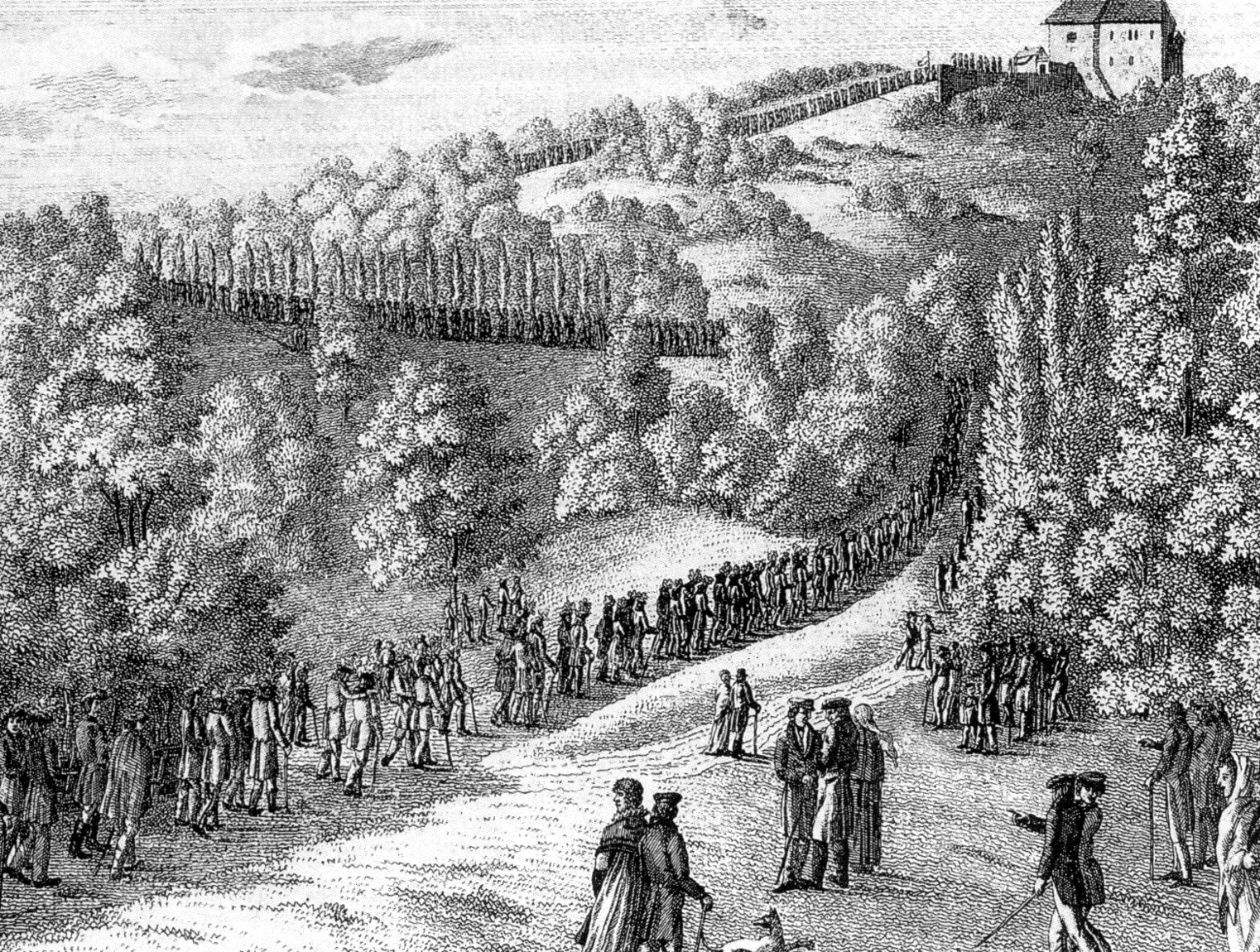
Estudantes marchando para o Castelo de Wartburg em 1817.

O Castelo de Wartburg está ligado à História da Alemanha e ao desenvolvimento do Cristianismo como nenhum outro castelo do país. Entre 1211 e 1227 viveu no castelo Isabel da Turíngia, mais tarde conhecida como Santa Isabel da Hungria.
Entre 1521 e 1522 foi a vez do reformador Martinho Lutero,disfarçado de cavaleiro "Junker Jörg", se esconder aqui por dez meses. Durante esse período, traduziu o Novo Testamento para alemão em apenas 11 semanas, tornando-o acessível às pessoas. Essa tradução, embora intensamente académica, foi revolucionária por estímular a educação Universal: todos precisavam ser alfabetizados a fim de ler a palavra de Deus, privando a elite da classe clerical de seu controle exclusivo da teologia. 
Johann Wolfgang von Goethe esteve no castelo várias vezes, a primeira das quais em 1777.
No dia 18 de Outubro de 1817, realizou-se no castelo a primeira Festa de Wartburg, com uma reunião Burschenschaft de estudantes alemães. O segundo festival foi organizado no mesmo ano da Revolução de 1848.
Vários lugares e uma marca local de automóveis receberam o seu nome a partir de Wartburg.
Deste modo, não é surpreendente que o castelo já seja considerado monumento nacional desde o século XIX.

### Reconstrução a partir do século XIX
Após uma ampla discussão, teve lugar a partir de 1853 a reconstrução do castelo em estilo histórico. Foram construídos novos edifícios que, atualmente, marcam muito a imagem do castelo. Por exemplo, em 1867 foi concluída a sala aquecida (Dirnitz) no edifício da portaria, entre várias outras obras em curso. No seu lugar estava o abandonado salão da corte, de 1778.
A nova torre de menagem foi erguida entre 1853 e 1859. Aquando da criação das fundações, descobriram-se os vestígios da torre medieval, embora situados um pouco a norte. A velha torre já em 1568 tinha sido identificada como degradada. Em 1679 tinha sido considerada a colocação duma nova cobertura. Em 1774 falava-se da "torre do castelo recebida" (eingegangenen Schlossturm).
A partir da década de 1950 procederam-se a amplas obras de restauro. O estilo apresentado nessa época correspondia, em muitas instalações, ao  do século XIX. Só nos últimos anos é que as construções receberam o seu próprio estilo histórico. Neste sentido, tem-se procedido até aos nossos dias a um processo contínuo de  restauro. Em 1990 a investigação sobre o castelo avançou de forma decisiva, nomeadamente através do recurso à dendrologia para assegurar a datação das construções.

## Estrutura

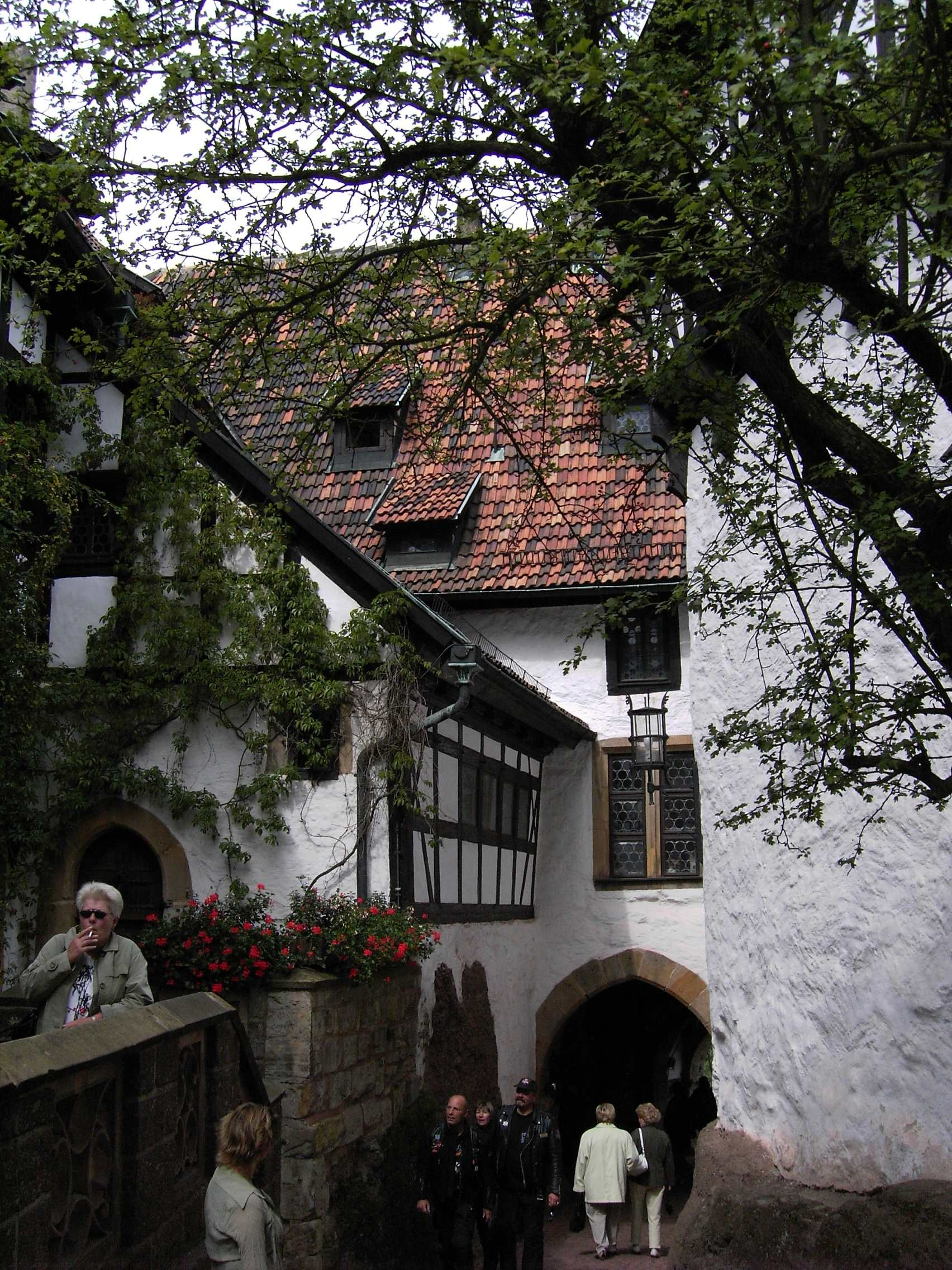
Portaria vista do interior do pátio.

O castelo tem sido renovado ao longo da sua existência, com muitas construções mais antigas a servirem de base a outras mais recentes. Entre 1952 e 1966, por exemplo, o Governo da Alemanha de Leste procedeu a restauros que devolveram a estrutura ao aspeto que tinha no século XVI, incluindo o Quarto de Lutero com o seu pavimento e paredes apaineladas originais.
O palácio românico (o Palas ou Landgrafenhaus) é o mais antigo e arquitetonicamente mais impressionante dos edifícios. Além da capela, contém o Sängersaal (Salão dos Menestréis), o qual serviu a Wagner como cenário para o segundo ato do Tannhäuser, e o Festsaal (Salão de Festas), contendo ambos refinados afrescos pintados por Moritz von Schwind; subordinados ao tema dos menestréis no Sängersaal e dedicados ao triunfo do Cristianismo no Festsaal.
Parte do palácio corresponde ao aspeto do castelo original de 1157 e 1170, como uma imagem do poder e residência dos landegraves turíngios.
O portão por trás da ponte levadiça é o único acesso ao castelo, tendo permanecido inalterado ao longo dos séculos.
A Ritterhaus (Casa dos Caveleiros), no lado oeste da ponte levadiça, é enxaimelada e data do século XV. Serviu provavelmente como galeria de alojamentos para os criados e guardas.
Destacam-se no Castelo de Wartburg:
- duas torres, a Südturm (Torre Sul), a única torre preservada do castelo medieval, erguida em 1318 e com funções de torre de menagem; e a Torre de Menagem (concluída em 1859, incorporando parcialmente as fundações da sua predecessora medieval, e ostentando uma cruz latina de quatro metros no seu topo;
- a Vogtei (casa da gestão comunitária), na qual fica situado o Quarto de Lutero, na qual foi montada uma janela saliente quatrocentista em 1872;
- dois passeios cobertos, a Margaretengang ("fieira de Margarida") e a Elisabethgang ("fieira de Isabel"), ambas fazendo parte do anel de defesa do século XV, com as suas traves projetadas, sendo suportadas por consolas de madeira;
- e finalmente a Kemenate ou Câmara das Damas), a qual contém a coleção de Wartburg.

No entanto, deve ser ainda mencionado a Rüstkammer (o arsenal) de Wartburg, o qual continha habitualmente uma magnífica coleção com cerca de 800 peças, a quais iam desde a esplêndida armadura do Rei Henrique II de França até elementos de Frederico, o Sábio, do Papa Júlio II e de Bernhard von Sachsen-Weimar. Todos estes objetos foram tomados com a ocupação do exército soviético em 1946, tendo desaparecido na União Soviética.

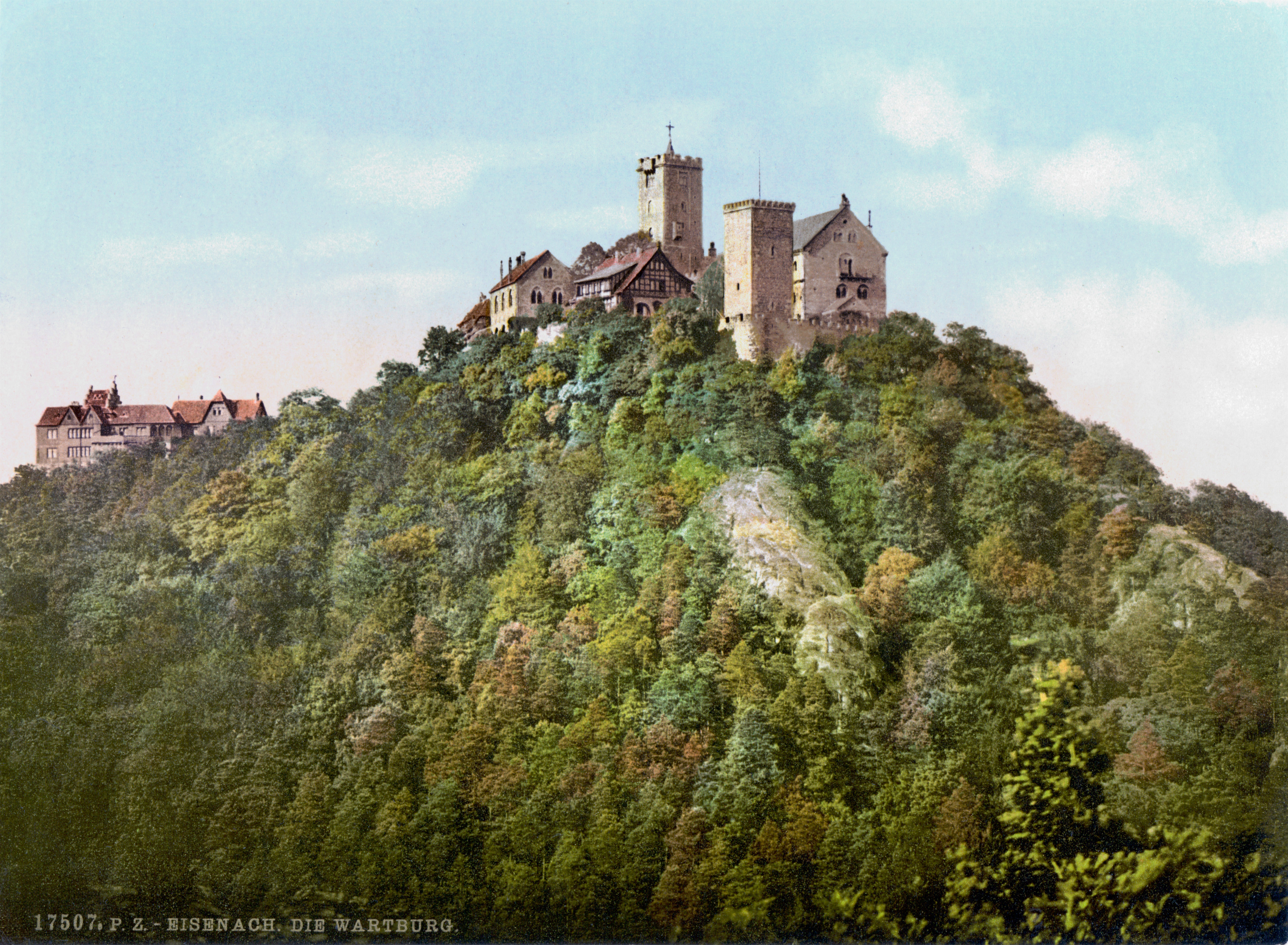
O Castelo de Wartburg em 1895.

Porém, foram encontrados dois elmos, duas espadas, uma armadura de príncipe e outra de rapaz, num depósito temporário da época, tendo algumas peças sido devolvidas pela União Soviética na década de 1960. Tem sido pedida ajuda ao novo governo russo para localizar o tesouro desaparecido.

### Secções
Wartburg situa-se num estreito e íngreme rochedo, 220 metros acima da cidade de Eisenach, sendo um típico castelo de secções (Abschnittsburg). Inicialmente consistia em quatro secções, das quais apenas a dianteira e a principal se conservam. No seu apogeu, o castelo, várias vezes cercado mas nunca conquistado, apresentava-se como se descreve de seguida.
A primeira secção encontrava-se no local onde o "reduto" (schanze) marca, presentemente, a entrada para o castelo. Nesta área existiam construções militares, as quais deram origem ao seu nome atual. As fundações duma torre ("Torre dos Pescadores" - Fischerturm) foram descobertas na década de 1990, sendo visíveis ainda hoje como um buraco quadrado. Os edifícios desta secção, onde no tempo de Goethe eram visíveis obras de arte militar com cobertura, já não existem. No seu lugar está agora a praça em frente à ponte levadiça.
À frente fica a ponte levadiça que permite a entrada através duma portaria, a qual era originalmente um portão-torre da época da conversão da residência, sendo mais tarde reduzida em altura e reconstruída. Os edifícios à direita da portaria ("Ritterhaus", "Vogtei") datam do final da Idade Média. No entanto, existem indicações da presença de edifícios mais antigos. A fonte existente no primeiro pátio não remonta à Idade Média, tendo o abasteciento de água sido feito através do recurso a bestas de carga e a uma cisterna existente no pátio principal. As muralhas de cintura, em parte originárias do século XII, foram construídas no século XV com a ajuda de traves e cobertas. A parte ocidental é chamada de Margaretengang ("fieira de Margarida"), enquanto a oriental recebe o nome de Elisabethgang ("fieira de Isabel"). A frente resultou, provavelmente, duma garganta escavada até ao pátio principal.

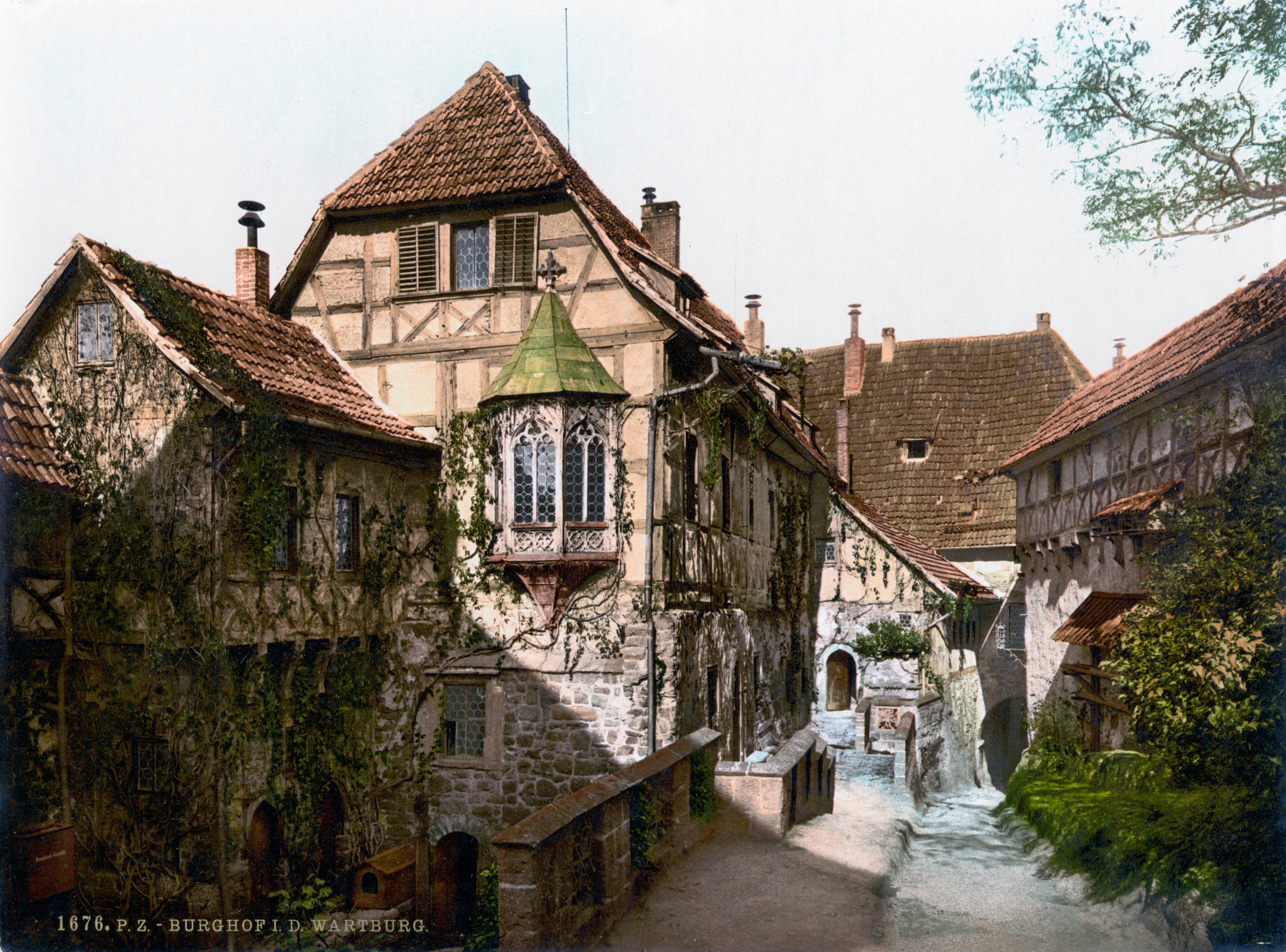
Imagem do pátio em 1900.

Os principais edifícios do castelo, nomeadamente o Neue Kemenate, o Torhalle e o Dirnitz, foram todos construídos na segunda metade do século XIX. Os edifícios medievais já se encontravam bastante degradados na época de Goethe tendo sido removidos, pelo que o seu aspeto medieval pode ser apenas adivinhado. A parte principal do castelo é dominada pelo palácio senhorial tardio, a Landgrafenhaus (casa do landegrave), próximo da Südturm (Torre Sul), o único edifício que resta do castelo medieval, e do local da torre de menagem original, onde hoje se encontra um reservatório de água para a cidade de Eisenach. Dos restantes edifícios medievais nada resta. O edifício utilizado atualmente como restaurante ergue-se sobre antigas fundações, mas de data posterior.
A secção meridional do castelo atual poderá dever-se às condições topográficas da Idade Média, através da existência dum muro que, ao nível do palácio, o separava do parque principal. No extremo sul desta secção encontra-se a Südturm (Torre Sul), a última torre original conservada na génese da história do castelo. Esta torre cobria a encosta sul em direção ao Eisenacher Burg (Castelo de Eisenach).
As grandes mudanças do século XIX nem sempre foram benéficas para Wartburg, como aquelas feitas por iniciativa de Goethe, pensadas então como respeitando a verdade histórica e imbuídas do novo nacionalismo do Império Alemão.
Entre 1912 e 1914 nasceu a pousada de Wartburg, segundo um projeto do arquiteto Bodo Ebhardt.

### Interiores
Um passeio pelo castelo implica a passagem por vários edifícios:

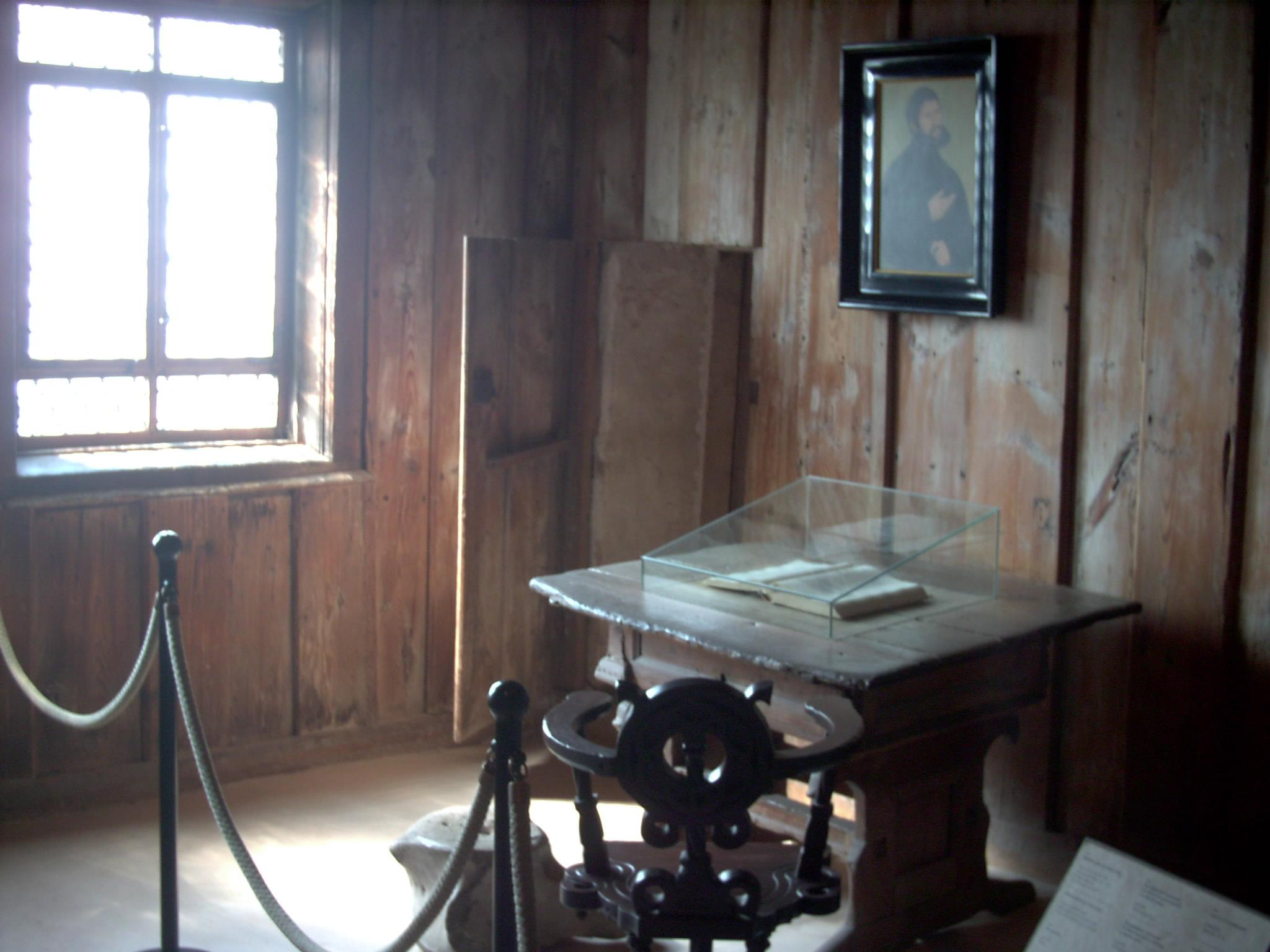
O Estúdio de Lutero na atualidade.

O edifício principal (o Palas ou Residência do Landgrave), em estilo bizantino, tem origem no século XII, sendo o único palácio real daquele período que resta com aquele estilo arquitetónico. Entre 1848 e 1870 foi restaurado de forma abrangente por iniciativa do Grão-Duque Carl Alexander, segundo um projeto do arquiteto Hugo von Ritgen, da Universidade de Gießen. A entrada para os três andares mais baixos era feita inicialmente pelo antigo arsenal. Inclui a Speisezimmer (Sala de Banquetes), a área verdadeiramente habitada pelos landegraves.

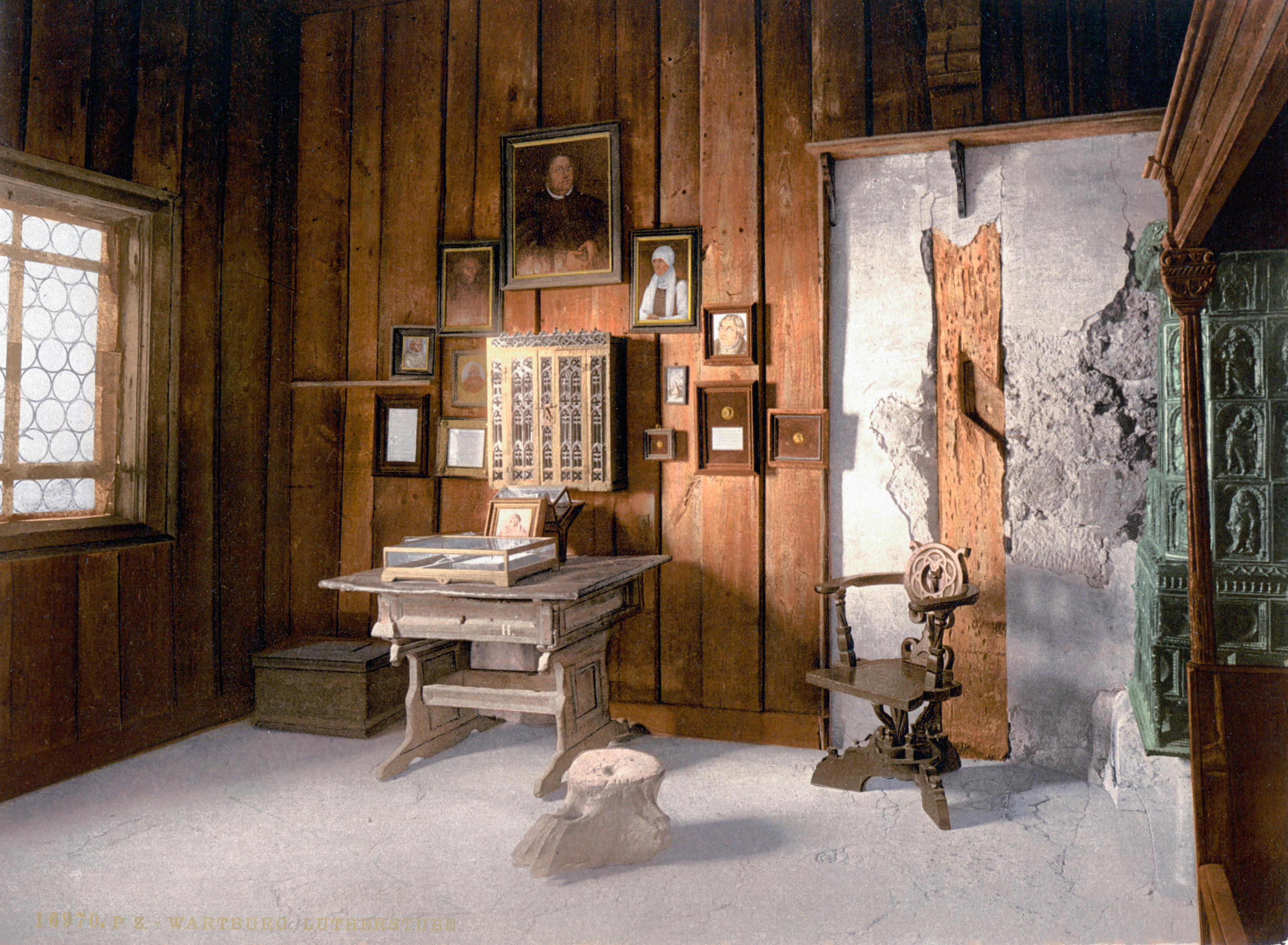
O Estúdio de Lutero em 1900.

O piso térreo da casa dos landegraves corresponde ao kamenate (quarto aquecido) de Santa Isabel, o qual foi completamente revestido de novo, por iniciativa e a expensas do último soberano do Império Alemão, o Kaiser Guilherme II, entre 1902 e 1906, tendo recebido mosaicos vidrados ao estilo neobizantino, executados pelo Prof. August Oetken (1868–1951), um pintor de igrejas e mosaicista de Oldenburg. O ponto central dos mosaicos da kamenate de Santa Isabel consiste num ciclo com dez ilustrações da vida secular da condessa da Turíngia e princesa da Húngria, num contraste programático e político com a imagem de santa católica de Isabel. O segundo andar pode ser alcançado pelo quarto do landegrave. Neste andar encontra-se o Sängersaal (Salão dos Menestréis), decorado com os já citados afrescos de Moritz von Schwind, a original galeria principal do edifício, em cujo palco (Laube) os poetas apresentavam as suas canções.
A partir do Sängersaal, chega-se com 13 pinturas românticas de Moritz von Schwind (imagens das obras de misericórdia de Santa Isabel e lendas da santa), de 1855, à Galeria de Isabel na capela. Depois do incêndio do século XIII, a capela medieval foi separada do Sängersaal. O terceiro piso contém o Rittersaal (Salão dos Cavaleiros), com 40 metros de comprimento, instalado no local da residência dos Ludowinger com base na estrutura original.
A frente norte do pátio castelo é formada pelos edifícios da Ritterhaus (Casa dos Cavaleiros) e pela Vogtei (casa da gestão comunitária), cujas origens remontam aos séculos XIV ou XV. No Vogtei fica o Lutherstube (Estúdio de Lutero), o qual foi utilizado pelo reformador, entre 4 de Maio de 1521 e 1 de Março de 1522, como esconderijo e local de tradução do Novo Testamento para alemão. A Nürnberger Erker (belvedere de Nuremberga, a janela saliente que pode ser vista no exterior), veio duma casa patrícia de Nuremberga e foi acrescentada posteriormente.
No Dirnitz esteve instalado o arsenal, o qual passou após a Segunda Guerra Mundial para o domínio da URSS, não tendo sido recuperado depois disso.
No seu conjunto, o Castelo de Wartburg representa o exemplo típico duma filosofia do século XIX. A arquitetura existente tem sido reconstruída duma forma histórica romantizada, acrescentando o significado histórico de Wartburg ao necessário nacionalismo da época do estabelecimento do Império Alemão. Com igual significado para a História da Alemanha apresentam-se o Castelo de Malbork, o Reichsburg Kyffhausen e o Castelo de Hohenzollern.

## Administração
Quanto à gestão do Castelo de Wartburg, esta era feita por oficiais com o título de Schlosshauptmann ("homem principal do castelo"). Os mais importantes foram Bernhard von Arnswald (1807–1877) e Hans Lucas von Cranach, cujo retrato, pintado por Adolf Brütt, se encontra preservado em Wartburg.

## Turismo
O Castelo de Wartburg encontra-se aberto ao público, o qual também dispõe dum serviço gastronómico, sendo uma atração especialmente popular entre os visitantes mais jovens. A meio da montanha existe uma estação de burros, o que permite que as crianças façam parte do caminho montadas nestes animais até Wartburg. Nos domingos e feriados, quando faz bom tempo, é necessário esperar um pouco. O hotel sediado no castelo também aloja um gabinete do registo civil de Eisenach, sendo possível casar no Jägerzimmer (Sala do Caçador). O hotel oferece um padrão superior de cinco estrelas, com uma boa cozinha.

## Literatura
- Hugo von Ritgen: Gedanken zur Restaurierung der Wartburg. 1847, 140 S.
- Hugo von Ritgen: Der Führer auf der Wartburg: Ein Wegweiser für Fremde und ein Beitrag zur Kunde der Vorzeit. Leipzig Weber 1860
- Ernst Badstübner: Die „Restauration" der Wartburg. Aspekte des Historismus und der Denkmalpflege. Burgen und Schlösser 45, 2004, 18–27, ISSN 0007-6201.
- Ernst Badstübner: Wartburg (Große Kunstführer Band 196), mit Fotos von Kurt Gramer, Verlag Schnell & Steiner, Regensburg 2001, 3., durchgesehene Auflage, 48 S., ISBN 3-7954-1399-0
- Günter Schuchardt/Elmar Altwasser/Ulrich Kneise: Welterbe Wartburg. Burgen, Schlösser und Wehrbauten in Mitteleuropa 4 (3. Aufl. Regensburg 2003), ISBN 3-7954-1222-6.
- Günter Schuchardt: Der romanische Palas der Wartburg. Bauforschung an einer Welterbestätte. Bd. 1 (Regensburg 2001), ISBN 3-7954-1457-1.
- Gerd Strickhausen: Burgen der Ludowinger in Thüringen, Hessen und dem Rheinland, in Quellen und Forschungen zur hessischen Geschichte 109, Selbstverlag der hessischen historischen Kommission Darmstadt und der historischen Kommission für Hessen, Darmstadt und Marburg 1998.
- Hans von der Gabelenz: Die Wartburg. Verlag F. Bruckmann, München ca. 1935.
- Zeitschrift: Wartburg-Jahrbuch. Hrsg. von der Wartburg-Stiftung Eisenach. Neue Folge seit 1992(1993).
- Ludwig Bechstein: Sagenbuch der Wartburg, Verlag Rockstuhl, Bad Langensalza, Reprint 1835/2003, ISBN 3-936030-88-X.
- Martin Oschmann: Ludwig der Springer und seine Zeit. 1038–1123 – Von der Gründung der Wartburg, der Klöster Reinhardsbrunn und Georgenthal, Verlag Rockstuhl, Bad Langensalza, 2000, ISBN 3-934748-28-7.
- Wolfgang Hartmann: Vom Main zur Burg Trifels – vom Kloster Hirsau zum Naumburger Dom. Auf hochmittelalterlichen Spuren des fränkischen Adelsgeschlechts der Reginbodonen. Veröffentlichungen des Geschichts- und Kunstvereins Aschaffenburg e. V., Bd. 52, Aschaffenburg 2004. (⇒ Weblink: Informationen zum Buch)
- Gunter Schäfer: Die Wartburg und ihre Geschichte. Verlag Sachsenbuch, 1991, 96 S.
- Günther Schuchardt (Hrsg.): Der romanische Palas der Wartburg. Bauforschung an einer Welterbestätte Band 1, Wartburg-Stiftung Eisenach 2001, ISBN 3-7954-1457-1.
- Gerold Schmidt, Der Bilder-Zyklus zum Leben der Heiligen Elisabeth in der „Elisabeth-Kemenate" auf der Wartburg von Prof. August Oetken (1868–1951), in: Wartburg-Jahrbuch 1997, S. 103–128
- Sigfried Asche, Die Wartburg und ihre Kunstwerke, erschienen im Erich Röth Verlag Eisenach 1954